# Optische Achse (Optik)

Strahlengang an einer Sammellinse. Die optische Achse befindet sich in der Mitte

Als optische Achse, kurz OA, bezeichnet man die Symmetrieachse eines rotationssymmetrischen optischen Systems. Dabei kommt es auf die Symmetrie der Flächen an, nicht ihre Berandung: Auch bei einem Schiefspiegler kann man von einer optischen Achse sprechen, falls Haupt- und Sekundärspiegel Ausschnitte von rotationssymmetrischen Flächen mit identischer Achse sind.